# Dialektologia
Dialektologia (gr. dialektos „gwara” i logos „słowo, nauka”), także gwaroznawstwo – dział językoznawstwa zajmujący się badaniem, genezą i systematyką dialektów w obrębie jakiegoś języka lub języków. Dyscyplina ta bada odmiany poszczególnych języków oparte głównie na uwarunkowaniach geograficznych (w przeciwieństwie do odmian o podłożu społecznym – socjolektów, które są przedmiotem zainteresowań socjolingwistyki, czy też form historycznych, których klasyfikacji i opisu dokonuje językoznawstwo diachroniczne). Choć socjolekty bywają włączane w ramy terminu „dialekt”, to dialektologia jako dyscyplina koncentruje się przeważnie na odmianach terytorialnych.
Jako odrębna dyscyplina językoznawcza dialektologia uformowała się w drugiej połowie XIX wieku. Bezpośrednimi impulsami były teoria falowa innowacji językowych oraz próby weryfikacji lub falsyfikacji zasady bezwyjątkowości praw głosowych głoszonej przez młodogramatyków. 
Trzon dialektologii tworzy geografia językowa, zajmująca się badaniem rozmieszczenia geograficznego różnych faktów (elementów) językowych. Pierwszą fazą badania dialektologicznego jest gromadzenie materiału w terenie, wśród użytkowników różnych gwar. Na podstawie zebranych danych można opublikować opis monograficzny danego dialektu, opis zróżnicowania języka etnicznego na pewnym terytorium czy też słownik gwarowy, omawiający różnice między językiem standardowym a daną mową ludową.
Termin ten z biegiem czasu zyskiwał nowe człony określające w miarę rozwoju samej dyscypliny naukowej. Uwzględniając nowe zakresy badawcze dialektologii i osiągnięcia językoznawstwa współczesnego, wprowadzono m.in. takie innowacje terminologiczne jak: dialektologia społeczna, dialektologia miejska, dialektologia socjolingwistyczna, dialektologia socjalna, dialektologia środowiskowa, dialektologia geograficzna, dialektologia ludowa, dialektologia historyczna, dialektologia opisowa, dialektologia synchroniczna (współczesna). W kontekście historycznej polszczyzny można mówić o dialektologii staropolskej (filologicznej).

## Polscy dialektolodzy
Wybrani polscy dialektolodzy:
- Jerzy Bartmiński (ur. 1939)
- Jan Basara (ur. 1929)
- Karol Dejna (1911–2004)
- Józef Kąś[6]
- Kazimierz Nitsch (1874–1958)
- Jerzy Sierociuk[7]
- Kazimierz Sikora[8]
- Błażej Osowski[9]